# Sabre modèle 1829 de canonnier monté

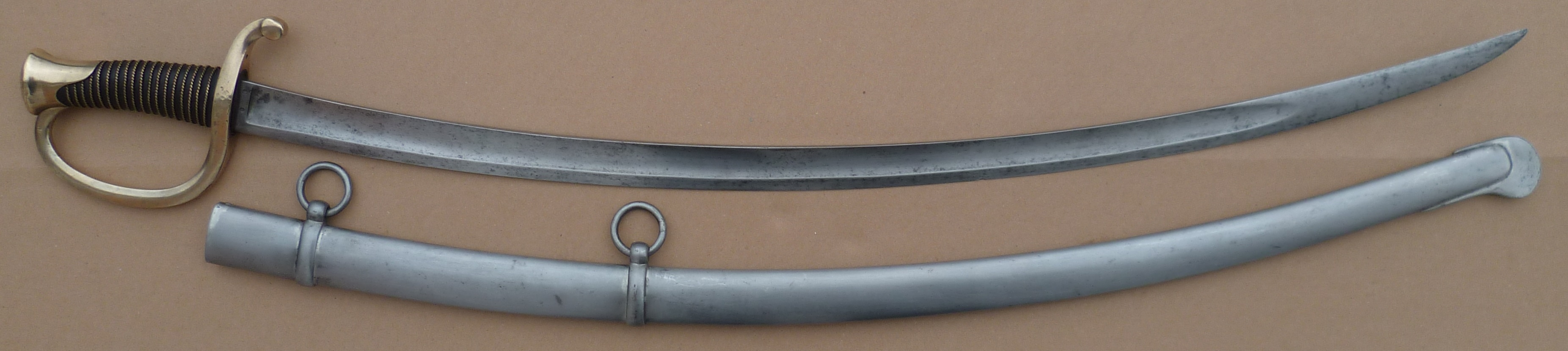
Sabre de canonnier monté modèle 1829

Le sabre modèle 1829 est un sabre français pour la troupe des canonniers montés. Ce modèle est adopté en octobre 1829, quelques mois après la grande réforme de l'artillerie. Il remplace le sabre modèle 1822 de cavalerie légère que les canonniers à cheval utilisaient jusqu'alors.

## Description
Lorsqu'elle fut créée, l'artillerie à cheval reçut un uniforme très semblable à celui de la cavalerie légère, on les dota donc du même armement : sabres modèles AN IX, puis AN XIII, puis 1822 de cavalerie légère. Ces armes étaient assez lourdes, et certains artilleurs se plaignaient qu'elles les gênaient et les encombraient dans la manœuvre des canons (lors de la mise en place des batteries, les canonniers servants à cheval mettaient pied à terre et avaient la même fonction que leurs confrères artilleurs à pieds), c'est pourquoi le sabre de canonnier monté modèle 1829 fut finalement créé.
Les tout premiers exemplaires sont frappés d'une fleur de lys ou d'un coq de Louis-Philippe sur la calotte, mais dès la révolution de 1830, ces décorations sont supprimées. La lame est fabriquée par la manufacture royale de Châtellerault. Environ 75 000 sabres de canonniers montés ont été produits.

## Caractéristiques

### Sabre modèle 1829 pour canonniers montés
C'est une arme prévue par le règlement uniquement pour la troupe (même si des modèles pour officiers seront fabriqués), elle est destinée aux canonniers à cheval des régiments d'artillerie à cheval, et aux canonniers conducteurs des régiments d'artillerie à pieds, ainsi qu'aux adjudants, sous-officiers, brigadiers, maréchaux ferrants, trompettes, et artificiers des régiments d'artillerie. Il équipa aussi les sous officiers de pontonniers et d'ouvriers.
Caractéristiques réglementaires de l'arme lors de sa mise en service :
- longueur de la lame : 81 cm
- type de lame : lame courbe, un pan creux sur chaque face
- flèche : ±5,9 cm
- largeur au talon : 3,2 cm
- monture : en laiton, une branche de garde
- poignée : bois encordé recouvert de basane, avec filigrane laiton
- fourreau : tôle d'acier de 1.5 mm d'épaisseur, deux bracelets de bélière, au début pas de cuvette, elle y sera adaptée ultérieurement
- poids avec fourreau : 1,86 kg

### Sabre type 1829 de canonniers montés pour officiers
Il n'a jamais été prévu de modèle pour officiers dans le règlement, mais certains officiers en feront commande, ils sera porté concurremment avec celui d'officier de cavalerie légère modèle 1822.
La calotte ainsi que la branche de garde sont ornés de motifs (généralement frise de lauriers et motifs végétaux), la poignée peut être avec basane ou corne filigranée or. La monture peut être dorée ou simplement polie. La lame reste identique au modèle réglementaire.
Ce type de sabre a été porté par les officiers d'artillerie montée, d'artillerie de marine, et d'artillerie à pied.